# Souhlas
Souhlas, přivolení, povolení či svolení je v obecném jazyce projev vůle, kterým jedna osoba dobrovolně přijímá návrh druhé anebo vědomě nebrání jednání druhé osoby. Souhlas může být udělen explicitně (například ústně nebo písemně) anebo implicitně (v duchu úsloví „kdo mlčí, souhlasí“). V odborném jazyce práva a dalších disciplín pak tyto termíny dostávají konkrétnější obsah a také se může vyžadovat určitý předepsaný způsob udělení souhlasu.
Ve sféře práva jde především o oblast občanského práva, kde se souhlasem obecně rozumí projev akceptace právního jednání jiné osoby. Předmětem zkoumání jsou přitom také různé způsoby, jak souhlas udělit, například souhlas kliknutím. Jinou oblastí práva jsou licence, tedy souhlas například s využíváním určitého patentu a podobně.
Specifickou oblastí na pomezí práva a sexuologie je otázka souhlasu s pohlavním stykem – nepřítomnost tohoto souhlasu znamená, že jde o znásilnění. Tento příklad také ukazuje, že za určitých okolností nemusí být některá osoba schopna vůbec právně platný souhlas udělit, například pokud nedosáhla požadovaného minimálního věku.
V lékařství se hovoří o informovaném souhlasu pacienta či pokusné osoby, který zahrnuje náležité seznámení s možnými riziky zákroku. Pokud by pak došlo k poškození zdraví, jde o zvláštní případ svolení poškozeného, a tedy je jednání lékařů beztrestné, zatímco bez informovaného souhlasu by mohlo jít např. o ublížení na zdraví.
Ve finančnictví existuje například povolení k inkasu (svolení s inkasem), které opravňuje v jistých mezích čerpat peníze z účtu jiné osoby.